# Bengisu Avcı
Bengisu Avcı (geb. 1996, Izmir; Spitzname: „Okyanus Kızı“ – „Daughter of Ozeans“) ist eine türkische Schwimmerin, die sich auf Freiwasserschwimmen spezialisiert hat. Sie hat die Triple Crown of Open Water Swimming errungen. Im Februar 2024 hatte sie bereits vier der Ocean’s Seven errungen.

## Sport
Bengisu Avcı begann ihre Schwimmkarriere im Alter von sechs Jahren im Schwimmverein der Ege Üniversitesi. 2011 wurde sie ins Nationalteam aufgenommen, wo sie bis 2015 Mitglied war. Auf Empfehlung ihres Trainers im Schwimmverein der Ege-Universität wechselte sie 2013 zum Marathonschwimmen. Anfangs bestritt sie die Distanzen 3 km und 5 km, später die Distanzen 7,5 km und 10 km. Sie arbeitet als Schwimmtrainerin.
2016 schwamm sie in einer türkischen Gruppe die 34 km-Distanz von Neapel nach Capri im Tyrrhenischen Meer in Italien. 2017 startete sie den Versuch den Ärmelkanal zu durchschwimmen, musste aber nach sieben Stunden wegen Hypothermie in dem 16 °C kalten Wasser aufgeben. Am 3. August des folgenden Jahres schwamm sie dieselbe Strecke mit 34 km von England nach Cap Gris-Nez in Frankreich in einer Zeit von 11:29 h. Sie war die zweite türkische Frau und die jüngste Türkin.
Am 5. bis 6. September 2022 startete sie in der Oceans Seven-Serie, indem sie als erste Türkin den 34 km breiten Catalina Channel zwischen Santa Catalina Island und Los Angeles, USA in einer Zeit von 11:59 h durchschwamm.
Im nächsten Jahr schwamm sie die 48,5 km (30.1 mi) rund um Manhattan Island, New York, das so genannte „20-Brücken-Schwimmen“. Dadurch wurde ihr die Triple Crown of Open Water Swimming von World Aquatics (früher: FINA) verliehen. Sie ist die erste türkische Frau mit diesem Titel.
Am 8. August 2023, aus Anlass des 100-jährigen Jubiläums der Türkischen Republik, schwamm sie die 30 km lange Strecke zwischen der historischen ANZAC Cove (Anzak Koyu) und der Insel Gökçeada in der nördlichen Ägäis zusammen mit Murat Öz in einer Zeit von 10:36 h.
Ebenfalls im August 2023 durchschwamm sie die Straße von Gibraltar zwischen Europa und Afrika. Sie vollendete die vierte Strecke der Oceans Seven, die 26 km lange Cookstraße zwischen Neuseelands Nord- und Südinsel, am 13. Februar 2024.
Als fünfte Strecke der Oceans Seven versuchte sie die Durchquerung des 45 km breiten Kaiwi Channel (Molokaʻi Channel), zwischen der Insel Oahu und Molokai in Hawaii. Am 13. Mai 2024 startete sie von Molokai in den Abendstunden und schwamm die Nacht durch. Nach zwölf Stunden Schwimmen, in den letzten Stunden vor dem Ziel, kam sie wiederholt mit Quallen in Berührung. Sie ignorierte Anfangs den Kontakt, als sie jedoch erneuten Kontakt, möglicherweise mit einer Portugiesischen Galeere, hatte, musste sie aufgeben und an Bord des Eskortbootes gehen. Sie war jedoch in guter gesundheitlicher Verfassung.

## Persönliches
Avcı ist die Tochter von Hüseyin und Meserret Avcı. Sie wurde 1996 in Izmir geboren. Sie studierte Trainingswissenschaften an der Sportfakultät der Ege Üniversitesi in Izmir.